# Rabea Al Laafi
Rabea Aboubaker Al Laafi (Tripoli, 24 luglio 1991) è un calciatore libico, di ruolo difensore.

## Carriera

### Club
Ha giocato nel campionato libico e tunisino.

### Nazionale
Ha vestito la maglia della Nazionale libica tra il 2011 e il 2012.